# S!情報チャンネル
S!情報チャンネル（エス!じょうほうちゃんねる）は、ソフトバンクが2008年1月28日から提供を開始したサービスである。2019年3月27日でサービスは終了した。

## 概要
事実上のS!CASTの後継サービスである。開始時の対応機種は、全てS!CAST対応機種であり、S!CASTの機能を用いて利用登録・受信できる。開始以後に販売開始される機種は、専用のメニューが用意される。S!CASTは雑学知識を配信していたが、S!情報チャンネルでは開始時点ではニュース関連（Yahoo!ヘッドラインニュース）のみの配信である。

### 3Gお天気アイコン
S!CASTで提供された「3Gお天気アイコン」も合わせて復活する。お天気情報提供はウェザーニューズ。

## 利用料金
S!CASTとは異なり、情報料は無料で、通信に専用のパケット通信料（税込0.0105円）がかかる。定額制ではないので情報量により月額に換算するとおよそ400円から700円程度の差が生じる。
この専用通信料は、パケットし放題などパケット定額サービスの対象となるが、料金計算上の割引はされない（パケット割引サービスを利用の場合は、無料通信料分での支払いは適用される）。
詳しくは、対応機種からS!情報チャンネルサービス登録ページのヘルプを参照のこと。

## 対応機種
サービス発表時点。
※は、3Gお天気アイコン非対応
- Tシリーズ
  - 920T - 912T - 911T - 910T - 904T※
  - 815T - 814T - 813T - 811T - 810T
  - 705T※

- SHシリーズ
  - 923SH - 920SH - 913SH、913SH G - 912SH - 911SH - 910SH
  - 905SH※ - 904SH※
  - 822SH - 821SH - 820SH
  - 816SH - 815SH - 814SH - 813SH - 812SH - 812SH s - 812SH sII - 811SH - 810SH
  - 705SH※

- Nシリーズ
  - 804N※
  - 706N - 705N

## 沿革
- 2008年1月28日正午頃 - 提供開始（対応機種からのオンライン申込）、3Gお天気アイコンの配信開始。
- 2008年1月29日 - Yahoo!ヘッドラインニュースの配信開始。
- 2008年2月1日 - 店頭申込開始。
- 2008年12月7日 - 100万加入突破。